# Championnat de France de football des moins de 17 ans et des moins de 19 ans
Le championnat de France de football des moins de 17 ans et des moins de 19 ans est une compétition composée de deux championnats de football de premier échelon national en France. Créé en 1990 et organisé par la FFF, il est réservé aux joueurs de moins de 17 ans pour le « Championnat national U17 » et à ceux de moins de 19 ans  pour le « Championnat national U19 ».

## Organisation
Faisant suite au Championnat national des cadets, organisé de 1972 à 1990, il se déroule annuellement sous forme d'un championnat composé de plusieurs poules de 14 équipes, réunissant les meilleures équipes françaises des catégories. Une saison du championnat commence à la fin de l'été et se termine au printemps suivant. À la fin de la phase de championnat, les premiers de chacune des poules s'affrontent dans un tournoi à élimination directe. Le vainqueur de la finale est désigné champion de France de la catégorie,.
|                         |
| Logo du championnat U17 |

|                         |
| Logo du championnat U19 |

Depuis 2015, le vainqueur du championnat U19 est qualifié pour l'UEFA Youth League.

## Championnat National U17
Le Championnat National des moins de 15 ans est créé en 1990. Il est alors réservé aux joueurs fêtant leurs 16 ans après le 1er août de l'année de la fin de la compétition. En 1996 la limite passe au 1er janvier et il est renommé Championnat National des 15 ans en 1999.
En 2002 est voté un passage à la catégorie d'âge supérieur des 16 ans et il devient le Championnat National 16 ans, dénomination qu'il va garder jusqu'en 2009 quand il devient le Championnat National U17. Bien que le nom soit différent, la compétition concerne toujours les joueurs fêtant au maximum leur dix-septième anniversaire dans l'année de la fin du championnat (par exemple pour la saison 2009-2010, seuls les joueurs nés en 1993 ou après sont concernés).

### Formule
Le Championnat de France U17 rassemble 84 équipes réparties en six groupes sur des critères géographiques :
- Les 66 équipes classées entre la première et la onzième place de chacun des six groupes la saison précédente ;
- Les 13 équipes régionales des Championnats U16 désignées accédantes par l’instance compétente dans chacune des ligues régionales ;
- 5 équipes, issues de 5 ligues régionales désignées par le Bureau exécutif de la Ligue du Football amateur.

Lors de la première phase, les équipes se rencontrent au sein de chaque groupe en matchs aller-retour, soit 26 journées. Le premier de chacun des six groupes et les deux meilleurs deuxièmes, soit 8 équipes, se qualifient pour la phase finale tandis que les trois derniers de chaque groupe, soit 18 équipes, sont relégués dans les divisions régionales.

### Palmarès

#### Palmarès par saison
Le tableau suivant présente le vainqueur et le finaliste de chaque édition :
| Saison                                   | Vainqueur                                                   | Finaliste                                                   | Score de la finale                                          | Ref.                                                        |
| Championnat National des moins de 15 ans | Championnat National des moins de 15 ans                    | Championnat National des moins de 15 ans                    | Championnat National des moins de 15 ans                    | Championnat National des moins de 15 ans                    |
| ---------------------------------------- | ----------------------------------------------------------- | ----------------------------------------------------------- | ----------------------------------------------------------- | ----------------------------------------------------------- |
| 1990-1991                                | AJ Auxerre                                                  | FC Nantes                                                   | 2-0                                                         |                                                             |
| 1991-1992                                | Le Havre AC                                                 | AJ Auxerre                                                  | 2-1                                                         |                                                             |
| 1992-1993                                | AS Cannes                                                   | FC Nantes                                                   | 6-3                                                         |                                                             |
| 1993-1994                                | Olympique Lyonnais                                          | Toulouse FC                                                 | 5-0                                                         |                                                             |
| 1994-1995                                | Olympique Lyonnais                                          | Racing 92                                                   | 4-2                                                         |                                                             |
| 1995-1996                                | AJ Auxerre                                                  | Toulouse FC                                                 | 5-1                                                         |                                                             |
| 1996-1997                                | Lille OSC                                                   | Stade rennais FC                                            | 3-1                                                         |                                                             |
| 1997-1998                                | Le Havre AC                                                 | AS Cannes                                                   | 2-1                                                         |                                                             |
| 1998-1999                                | FC Girondins de Bordeaux                                    | Le Havre AC                                                 | 1-0                                                         |                                                             |
| Championnat National des 15 ans          |                                                             |                                                             |                                                             |                                                             |
| 1999-2000                                | Olympique Lyonnais                                          | INF Clairefontaine                                          | 2-1                                                         |                                                             |
| 2000-2001                                | INF Clairefontaine                                          | AS Saint-Étienne                                            | 0-0 ap 3-2 tab                                              |                                                             |
| 2001-2002                                | SC Bastia                                                   | AJ Auxerre                                                  | 2-0                                                         |                                                             |
| Championnat National 16 ans              |                                                             |                                                             |                                                             |                                                             |
| 2002-2003                                | AJ Auxerre                                                  | Olympique Lyonnais                                          | 2-1                                                         |                                                             |
| 2003-2004                                | Olympique Lyonnais                                          | Le Havre AC                                                 | 3-0                                                         |                                                             |
| 2004-2005                                | FC Metz                                                     | Toulouse FC                                                 | 3-2                                                         |                                                             |
| 2005-2006                                | FC Nantes                                                   | FC Sochaux                                                  | 0-0 ap 3-1 tab                                              |                                                             |
| 2006-2007                                | FC Metz                                                     | AJ Auxerre                                                  | 3-0                                                         |                                                             |
| 2007-2008                                | Olympique de Marseille                                      | Paris Saint-Germain                                         | 1-0                                                         |                                                             |
| 2008-2009                                | Olympique de Marseille                                      | RC Lens                                                     | 3-0                                                         |                                                             |
| Championnat National U17                 |                                                             |                                                             |                                                             |                                                             |
| 2009-2010                                | FC Sochaux-Montbéliard                                      | Paris Saint-Germain                                         | 4-4 ap 4-2 tab                                              |                                                             |
| 2010-2011                                | Paris Saint-Germain                                         | Olympique de Marseille                                      | 2-1                                                         |                                                             |
| 2011-2012                                | RC Lens                                                     | Olympique lyonnais                                          | 4-3                                                         |                                                             |
| 2012-2013                                | AS Saint-Étienne                                            | EA Guingamp                                                 | 3-0                                                         |                                                             |
| 2013-2014                                | Olympique lyonnais                                          | Paris Saint-Germain                                         | 3-1                                                         |                                                             |
| 2014-2015                                | FC Lorient                                                  | Paris Saint-Germain                                         | 2-1                                                         |                                                             |
| 2015-2016                                | Paris Saint-Germain                                         | AS Saint-Étienne                                            | 4-2                                                         |                                                             |
| 2016-2017                                | Paris Saint-Germain                                         | AS Monaco                                                   | 3-0                                                         |                                                             |
| 2017-2018                                | Stade rennais FC                                            | Toulouse FC                                                 | 2-0                                                         |                                                             |
| 2018-2019                                | FC Nantes                                                   | LOSC Lille                                                  | 6-3                                                         |                                                             |
| 2019-2020                                | Compétition suspendue en raison de la pandémie de Covid-19. | Compétition suspendue en raison de la pandémie de Covid-19. | Compétition suspendue en raison de la pandémie de Covid-19. | Compétition suspendue en raison de la pandémie de Covid-19. |
| 2020-2021                                | Compétition annulée en raison de la pandémie de Covid-19.   | Compétition annulée en raison de la pandémie de Covid-19.   | Compétition annulée en raison de la pandémie de Covid-19.   | Compétition annulée en raison de la pandémie de Covid-19.   |
| 2021-2022                                | Toulouse FC                                                 | AC Ajaccio                                                  | 4-0                                                         |                                                             |
| 2022-2023                                | Olympique de Marseille                                      | Amiens SC                                                   | 4-4 / 4-1 tab                                               |                                                             |
| 2023-2024                                | Amiens SC                                                   | LOSC Lille                                                  | 2-2 / 5-3 tab                                               | [ 9 ]                                                       |
| 2024-2025                                | ESTAC Troyes                                                | RC Strasbourg                                               | 0-0 / 4-3 tab                                               |                                                             |

#### Palmarès par club
Les tableaux suivants présentent les clubs avec le nombre de fois vainqueurs ou/et finalistes du championnat :
| Rang | Club                   | Titres               | Vice-champions       |
| ---- | ---------------------- | -------------------- | -------------------- |
| 1    | Paris Saint-Germain    | 3 (2011, 2016, 2017) | 3 (2010, 2014, 2015) |
| 2    | Olympique lyonnais     | 1 (2014)             | 1 (2012)             |
| 2    | AS Saint-Étienne       | 1 (2013)             | 1 (2016)             |
| 2    | Toulouse FC            | 1 (2022)             | 1 (2018)             |
| 2    | Olympique de Marseille | 1 (2023)             | 1 (2011)             |
| 2    | Amiens SC              | 1 (2024)             | 1 (2023)             |
| 6    | FC Sochaux-Montbéliard | 1 (2010)             |                      |
| 6    | RC Lens                | 1 (2012)             |                      |
| 6    | FC Lorient             | 1 (2015)             |                      |
| 6    | Stade rennais FC       | 1 (2018)             |                      |
| 6    | FC Nantes              | 1 (2019)             |                      |
| 6    | ESTAC Troyes           | 1 (2025)             |                      |
| 12   | EA Guingamp            |                      | 1 (2013)             |
| 12   | AS Monaco              |                      | 1 (2017)             |
| 12   | LOSC Lille             |                      | 1 (2019)             |
| 12   | AC Ajaccio             |                      | 1 (2022)             |
| 12   | RC Strasbourg          |                      | 1 (2025)             |

| Rang | Club                     | Titres                           | Vice-champions             |
| ---- | ------------------------ | -------------------------------- | -------------------------- |
| 1    | Olympique lyonnais       | 5 (1994, 1995, 2000, 2004, 2014) | 2 (2003, 2012)             |
| 2    | Paris Saint-Germain      | 3 (2011, 2016, 2017)             | 4 (2008, 2010, 2014, 2015) |
| 3    | AJ Auxerre               | 3 (1991, 1996, 2003)             | 3 (1992, 2002, 2007)       |
| 4    | Olympique de Marseille   | 3 (2008, 2009, 2023)             | 1 (2011)                   |
| 5    | Le Havre AC              | 2 (1992, 1998)                   | 2 (1999, 2004)             |
| 5    | FC Nantes                | 2 (2006, 2019)                   | 2 (1991, 1993)             |
| 7    | FC Metz                  | 2 (2005, 2007)                   |                            |
| 8    | Toulouse FC              | 1 (2022)                         | 4 (1994, 1996, 2005, 2018) |
| 9    | AS Saint-Étienne         | 1 (2013)                         | 2 (2001, 2016)             |
| 10   | AS Cannes                | 1 (1993)                         | 1 (1998)                   |
| 10   | INF Clairefontaine       | 1 (2001)                         | 1 (2000)                   |
| 10   | FC Sochaux-Montbéliard   | 1 (2010)                         | 1 (2006)                   |
| 10   | RC Lens                  | 1 (2012)                         | 1 (2009)                   |
| 10   | Stade rennais FC         | 1 (2018)                         | 1 (1997)                   |
| 10   | Lille OSC                | 1 (1997)                         | 1 (2019)                   |
| 10   | Amiens SC                | 1 (2024)                         | 1 (2023)                   |
| 17   | FC Girondins de Bordeaux | 1 (1999)                         |                            |
| 17   | SC Bastia                | 1 (2002)                         |                            |
| 17   | FC Lorient               | 1 (2015)                         |                            |
| 17   | ESTAC Troyes             | 1 (2025)                         |                            |
| 21   | Racing 92                |                                  | 1 (1995)                   |
| 21   | EA Guingamp              |                                  | 1 (2013)                   |
| 21   | AS Monaco                |                                  | 1 (2017)                   |
| 21   | AC Ajaccio               |                                  | 1 (2022)                   |
| 21   | RC Strasbourg            |                                  | 1 (2025)                   |

## Championnat National U19
Le Championnat National des moins de 17 ans est créé en 1990. Il est alors réservé aux joueurs fêtant leurs 18 ans après le 1er août de l'année de la fin de la compétition. En 1996 la limite passe au 1er janvier et il est renommé Championnat National des 17 ans en 1999.
En 2002 est voté un passage à la catégorie d'âge supérieur des 18 ans et il devient le Championnat National 18 ans, dénomination qu'il va garder jusqu'en 2009 quand il devient le Championnat National U19. Bien que le nom soit différent, la compétition concerne toujours les joueurs fêtant au maximum leur dix-neuvième anniversaire dans l'année de la fin du championnat (par exemple pour la saison 2009-2010, seuls les joueurs nés en 1991 ou après sont concernés).

### Formule
Le Championnat de France U19 rassemble 56 équipes réparties en quatre groupes sur des critères géographiques :
- Les 40 équipes classées entre la première et la dixième place de chacun des quatre groupes la saison précédente ;
- Les 3 meilleurs onzièmes des quatre groupes la saison précédente ;
- Les 13 équipes régionales des Championnats U18 désignées accédantes par l’instance compétente dans chacune des ligues régionales.

Lors de la première phase, les équipes se rencontrent au sein de chaque groupe en matchs aller-retour, pour un total de 26 journées. Les deux premiers de chaque groupe, soit 8 équipes, se qualifient pour la phase finale tandis que les trois derniers de chaque groupe et le moins bon onzième, soit 13 équipes, sont relégués dans les divions régionales.

### Palmarès

#### Palmarès par saison
Le tableau suivant présente le vainqueur et le finaliste de chaque édition :
| Saison                                   | Vainqueur                                                   | Finaliste                                                   | Score de la finale                                          | Ref.                                                        |
| ---------------------------------------- | ----------------------------------------------------------- | ----------------------------------------------------------- | ----------------------------------------------------------- | ----------------------------------------------------------- |
| Championnat National des moins de 17 ans |                                                             |                                                             |                                                             |                                                             |
| 1990-1991                                | FC Nantes                                                   | AJ Auxerre                                                  | 2-1                                                         |                                                             |
| 1991-1992                                | RC Strasbourg                                               | Toulouse FC                                                 | 0-0 ap 5-4 tab                                              |                                                             |
| 1992-1993                                | Olympique lyonnais                                          | AS Nancy-Lorraine                                           | 4-1                                                         |                                                             |
| 1993-1994                                | AJ Auxerre                                                  | FC Metz                                                     | 0-0 ap 4-3 tab                                              |                                                             |
| 1994-1995                                | AS Cannes                                                   | INF Clairefontaine                                          | 3-2                                                         |                                                             |
| 1995-1996                                | AS Cannes                                                   | FC Metz                                                     | 1-1 ap 5-4 tab                                              |                                                             |
| 1996-1997                                | AS Saint-Étienne                                            | FC Lyon                                                     | 0-0 ap 4-2 tab                                              |                                                             |
| 1997-1998                                | Girondins de Bordeaux                                       | FC Sochaux-Montbéliard                                      | 4-2                                                         |                                                             |
| 1998-1999                                | Girondins de Bordeaux                                       | Olympique Lyonnais                                          | 3-0                                                         |                                                             |
| Championnat National des 17 ans          |                                                             |                                                             |                                                             |                                                             |
| 1999-2000                                | Olympique Lyonnais                                          | SM Caen                                                     | 2-0                                                         |                                                             |
| 2000-2001                                | FC Metz                                                     | Girondins de Bordeaux                                       | 2-1                                                         |                                                             |
| 2001-2002                                | Stade rennais FC                                            | OGC Nice                                                    | 2-1                                                         |                                                             |
| Championnat National 18 ans              |                                                             |                                                             |                                                             |                                                             |
| 2002-2003                                | FC Sochaux-Montbéliard                                      | Olympique lyonnais                                          | 3-0                                                         |                                                             |
| 2003-2004                                | OGC Nice                                                    | Olympique lyonnais                                          | 0-0 ap 4-3 tab                                              |                                                             |
| 2004-2005                                | Olympique lyonnais                                          | FC Nantes                                                   | 4-1                                                         |                                                             |
| 2005-2006                                | Paris Saint-Germain                                         | AS Monaco                                                   | 2-0                                                         |                                                             |
| 2006-2007                                | Stade rennais FC                                            | AS Saint-Étienne                                            | 2-0                                                         | [ 11 ]                                                      |
| 2007-2008                                | EA Guingamp                                                 | Le Havre AC                                                 | 0-0 ap 4-3 tab                                              | [ 12 ]                                                      |
| 2008-2009                                | RC Lens                                                     | Girondins de Bordeaux                                       | 1-0                                                         | [ 13 ]                                                      |
| Championnat National U19                 |                                                             |                                                             |                                                             |                                                             |
| 2009-2010                                | Paris Saint-Germain                                         | AS Monaco                                                   | 0-0 ap 4-2 tab                                              | [ 14 ]                                                      |
| 2010-2011                                | Paris Saint-Germain                                         | Grenoble Foot 38                                            | 2-0                                                         | [ 15 ]                                                      |
| 2011-2012                                | AJ Auxerre                                                  | Paris Saint-Germain                                         | 3-2                                                         | [ 16 ]                                                      |
| 2012-2013                                | AS Monaco                                                   | FC Nantes                                                   | 2-2 ap 9-8 tab                                              | ,                                                           |
| 2013-2014                                | Tours FC                                                    | Evian Thonon Gaillard                                       | 1-1 ap 3-1 tab                                              | ,                                                           |
| 2014-2015                                | Stade de Reims                                              | FC Nantes                                                   | 4-1                                                         | ,                                                           |
| 2015-2016                                | Paris Saint-Germain                                         | Olympique lyonnais                                          | 2-1                                                         | ,                                                           |
| 2016-2017                                | Girondins de Bordeaux                                       | Le Havre AC                                                 | 2-0                                                         | [ 27 ]                                                      |
| 2017-2018                                | Montpellier HSC                                             | SM Caen                                                     | 1-0                                                         | [ 28 ]                                                      |
| 2018-2019                                | Stade rennais FC                                            | Montpellier HSC                                             | 4-0                                                         |                                                             |
| 2019-2020                                | Compétition suspendue en raison de la pandémie de Covid-19. | Compétition suspendue en raison de la pandémie de Covid-19. | Compétition suspendue en raison de la pandémie de Covid-19. | Compétition suspendue en raison de la pandémie de Covid-19. |
| 2020-2021                                | Compétition annulée en raison de la pandémie de Covid-19.   | Compétition annulée en raison de la pandémie de Covid-19.   | Compétition annulée en raison de la pandémie de Covid-19.   | Compétition annulée en raison de la pandémie de Covid-19.   |
| 2021-2022                                | FC Nantes                                                   | AS Monaco                                                   | 3-2                                                         | [ 29 ]                                                      |
| 2022-2023                                | FC Nantes                                                   | Paris Saint-Germain                                         | 2-1                                                         |                                                             |
| 2023-2024                                | Paris Saint-Germain                                         | AJ Auxerre                                                  | 3-1                                                         |                                                             |
| 2024-2025                                | Paris Saint-Germain                                         | FC Nantes                                                   | 2-1                                                         |                                                             |

#### Palmarès par club
Les tableaux suivants présentent les clubs avec le nombre de fois vainqueurs ou/et finalistes du championnat :
| Rang | Club                  | Titres                           | Vice-champions       |
| ---- | --------------------- | -------------------------------- | -------------------- |
| 1    | Paris Saint-Germain   | 5 (2010, 2011, 2016, 2024, 2025) | 2 (2012, 2023)       |
| 2    | FC Nantes             | 2 (2022, 2023)                   | 3 (2013, 2015, 2025) |
| 3    | AS Monaco             | 1 (2013)                         | 2 (2010, 2022)       |
| 4    | Montpellier HSC       | 1 (2018)                         | 1 (2019)             |
| 5    | AJ Auxerre            | 1 (2012)                         | 1 (2024)             |
| 5    | Tours FC              | 1 (2014)                         |                      |
| 5    | Stade de Reims        | 1 (2015)                         |                      |
| 5    | Girondins de Bordeaux | 1 (2017)                         |                      |
| 5    | Stade rennais FC      | 1 (2019)                         |                      |
| 10   | Grenoble Foot 38      |                                  | 1 (2011)             |
| 10   | Evian Thonon Gaillard |                                  | 1 (2014)             |
| 10   | Olympique lyonnais    |                                  | 1 (2016)             |
| 10   | Le Havre AC           |                                  | 1 (2017)             |
| 10   | SM Caen               |                                  | 1 (2018)             |

| Rang | Club                   | Titres                                 | Vice-champions             |
| ---- | ---------------------- | -------------------------------------- | -------------------------- |
| 1    | Paris Saint-Germain    | 6 (2006, 2010, 2011, 2016, 2024, 2025) | 2 (2012, 2023)             |
| 3    | FC Nantes              | 4 (1991, 2019, 2022, 2023)             | 4 (2005, 2013, 2015, 2025) |
| 2    | Olympique lyonnais     | 3 (1993, 2000, 2005)                   | 4 (1999, 2003, 2004, 2016) |
| 4    | Girondins de Bordeaux  | 3 (1998, 1999, 2017)                   | 2 (2001, 2009)             |
| 5    | Stade rennais FC       | 3 (2002, 2007, 2019)                   |                            |
| 6    | AJ Auxerre             | 2 (1994, 2012)                         | 2 (1991, 2024)             |
| 7    | AS Cannes              | 2 (1995, 1996)                         |                            |
| 8    | AS Monaco              | 1 (2013)                               | 3 (2006, 2010, 2022)       |
| 9    | FC Metz                | 1 (2001)                               | 2 (1994, 1996)             |
| 10   | FC Sochaux-Montbéliard | 1 (2003)                               | 1 (1998)                   |
| 10   | OGC Nice               | 1 (2004)                               | 1 (2002)                   |
| 10   | AS Saint-Étienne       | 1 (1997)                               | 1 (2007)                   |
| 10   | Montpellier HSC        | 1 (2018)                               | 1 (2019)                   |
| 14   | RC Strasbourg          | 1 (1992)                               |                            |
| 14   | EA Guingamp            | 1 (2008)                               |                            |
| 14   | RC Lens                | 1 (2009)                               |                            |
| 14   | Tours FC               | 1 (2014)                               |                            |
| 14   | Stade de Reims         | 1 (2015)                               |                            |
| 19   | Le Havre AC            |                                        | 2 (2008, 2017)             |
| 19   | SM Caen                |                                        | 2 (2000, 2018)             |
| 21   | Toulouse FC            |                                        | 1 (1992)                   |
| 21   | AS Nancy-Lorraine      |                                        | 1 (1993)                   |
| 21   | INF Clairefontaine     |                                        | 1 (1995)                   |
| 21   | FC Lyon                |                                        | 1 (1997)                   |
| 21   | Grenoble Foot 38       |                                        | 1 (2011)                   |
| 21   | Evian Thonon Gaillard  |                                        | 1 (2014)                   |